# Щепаньский, Ян Юлиан
Ян Юлиан Щепаньский (пол. Jan Julijan Szczepański) — польский писатель и педагог XIX века.
Ян Юлиан Щепаньский преподавал польский язык в городе Львове.